# Sojuz 1
Sojuz 1 (rusky Союз 1) byl první let v rámci sovětského kosmického programu Sojuz. Loď odstartovala 23. dubna 1967 s jedním kosmonautem na palubě, plukovníkem Vladimírem Komarovem. Ten zahynul při návratu přistávacího pouzdra kosmické lodi na Zemi. Jednalo se o první smrtelnou nehodu v historii kosmických letů s lidskou posádkou. Byl to 23. let pilotované kosmické lodě z naší planety.

## Před letem
Na rozdíl od jiných tehdejších letů s lidskou posádkou nebyl Sojuz nikdy úspěšně otestovaný při nepilotovaném letu. U všech předcházejících letů se vyskytly problémy. Záložním kosmonautem pro Sojuz 1 byl Jurij Gagarin. Protože si byl vědom konstrukčních problémů a velkého politického tlaku Politbyra, snažil se „vyřadit“ Komarova z mise, věda, že sovětští lídři nebudou riskovat národního hrdinu pro tento let.
Původní plány počítaly se startem druhého Sojuzu s třemi kosmonauty (Valerij Bykovskij, Jevgenij Chrunov a Alexej Jelisejev) hned druhý den a pro dva z nich byl naplánovaný výstup do otevřeného vesmíru a přechod na Sojuz 1.

## Posádka
- Vladimir Komarov (2)

(v závorkách je uveden dosavadní počet letů do vesmíru včetně této mise)

### Záložní posádka
- Jurij Gagarin (1)

## Průběh letu
Krátce po startu začaly problémy, když se neotevřel jeden sluneční panel. To vedlo ke snížení dodávek elektrické energie pro systémy kosmické lodě. Manévrování lodě zároveň komplikovaly problémy s detektory orientace. Při třináctém obletu Komarov hlásil: „Mám opět těžkosti s ovládáním kabiny,“ ... „Je to ďábelský stroj! Na co sáhnu to nefunguje!“ Při čtrnáctém oběhu selhala i palubní klimatizace. Posádka druhého Sojuzu se připravovala na opravu solárního panelu Sojuzu 1, ale silný déšť na kosmodromu Bajkonur znemožnil start kosmické lodě. Výsledkem bylo, že Sojuz 1 byl při dalším přeletu nad Sovětským svazem naveden na sestupnou dráhu. Hlavní padák se však kvůli problému s tlakovým senzorem neotevřel a záložní se při manuálním otevření zamotal, což vedlo k nekontrolovatelnému nebrzděnému pádu. Komarov zemřel při dopadu na povrch v oblasti Orenburské stepi na východ od města Orsk, 500 km severozápadně od Bajkonuru. Kabina po dopadu shořela.

## Závěrem

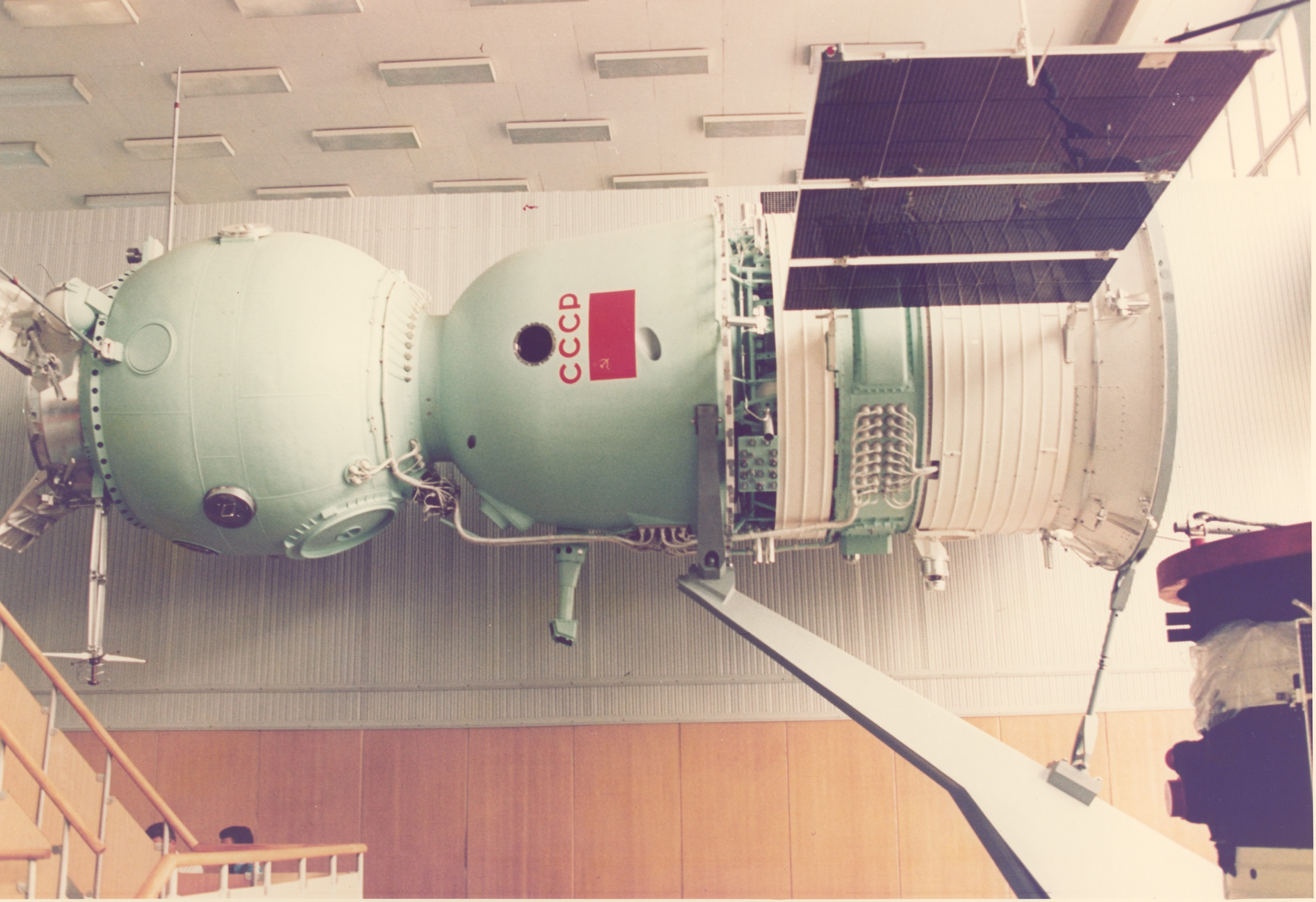
Sojuz

Pozdější inspekce kosmické lodi Sojuz 2 ukázala, že i ta měla stejný problém s padákem. To by vedlo, pokud by se let přece jen uskutečnil, ke smrti dalších tří kosmonautů. Původní cíle mise Sojuzu 1 a 2 byly později uskutečněny Sojuzem 4 a 5.
Konstruktéři odhalili 200 konstrukčních chyb na kosmické lodi již před startem, ale vládní představitelé si start vynutili, aby Sovětský svaz udržoval vedení před Spojenými státy v závodech o vesmír a dostal se jako první na Měsíc. Problémy Sojuzu 1 oddálily start Sojuzu 2 a 3 až do 25. října 1968. Toto osmnáctiměsíční zdržení a následná exploze nepilotované nosné rakety N-1 3. července 1969 definitivně pochovala sovětské plány dovést kosmonauta na Měsíc.